# Schwedische Mathematische Gesellschaft
Die Schwedische Mathematische Gesellschaft (Svenska Matematikersamfundet, SMS)  wurde 1950 als Vereinigung schwedischer Mathematiker gegründet. Ihr erster Präsident war Arne Beurling. Mit ein Anlass war die Gründung zweier gesamtskandinavischer mathematischer Zeitschriften, der Nordisk Matematisk Tidskrift und Mathematica Scandinavica. Die Gesellschaft vergibt den Wallenbergpreis an junge Mathematiker, veranstaltet Wettbewerbe und regelmäßig Sofia Kowalewskaja-Tage für Lehrer und Studenten. Die SMS führt ein jährliches Treffen im Juni sowie ein  Herbsttreffen durch.